# Jerzy Steifer
Jerzy Steifer (ur. 18 stycznia 1919 we Lwowie, poległ 4 października 1939 pod Wolą Gułowską) – polski wojskowy, podchorąży Marynarki Wojennej, harcerz, uczestnik obrony z września '39. Najstarszy syn płk. dypl. dr. Mariana J. Steifera.

## Życiorys
Uczeń VIII Gimnazjum i Liceum w Poznaniu. W latach szkolnych aktywny harcerz, uczestnik jamboree w Gödöllő na Węgrzech w 1933 i Jubileuszowego Zlotu ZHP w Spale w 1935. W 1936 jako harcerz orli był oboźnym obozu letniego w Ardżeludży koło Worochty na Huculszczyźnie.
Od 1936 podchorąży w Szkole Podchorążych Marynarki Wojennej w Gdyni.
Skierowany w końcu sierpnia 1939 wraz z innymi podchorążymi do Flotylli Rzecznej Marynarki Wojennej, później w SGO „Polesie” gen. F. Kleeberga. Poległ jako dowódca ckm przy obronie cmentarza w Woli Gułowskiej. Na łożu śmierci awansowany na podporucznika. Pochowany na cmentarzu wojennym w Woli Gułowskiej, na pomniku nazwisko napisane (prawdopodobnie z pamięci towarzyszy broni) jako Sztaifeer. W poprawnej wersji wraz z opisem czynu bojowego w miejscowej Izbie Pamięci, również w Muzeum Marynarki Wojennej w Gdyni zamieszczono jego biogram i zdjęcie, wzmiankowany wielokrotnie w książkach poświęconych Polskiej Flocie, m.in. autorstwa Jerzego Pertka. Również utalentowany plastyk amator, autor wielu szkiców marynistycznych, autor projektu odznaki olimpiady szachowej w Warszawie w 1935 r.

## Literatura
- Jerzy Pertek:Marynarze generała Kleeberga, Biblioteka Pamięci Pokoleń, KiW, Warszawa, 1986
- Jerzy Pertek:Wielkie dni małej floty, Wydawnictwo Poznańskie, Poznań, 1967
- Mieczysław Kowalski: Relacja Mieczysława Kowalskiego, maszynopis